# Parás
Parás es una localidad del estado mexicano de Nuevo León. Es cabecera del municipio de Parás.

## Demografía
| Censo | Población |
| ----- | --------- |
| 1900  | 680       |
| 1910  | 489       |
| 1921  | 1059      |
| 1930  | 853       |
| 1940  | 1123      |
| 1950  | 986       |
| 1960  | 902       |
| 1970  | 1040      |
| 1980  | 716       |
| 1990  | 685       |
| 1995  | 787       |
| 2000  | 907       |
| 2005  | 761       |
| 2010  | 788       |
| 2020  | 740       |